# Per-Ulf Helander
Per-Ulf Helander (Stoccolma, 1º settembre 1935 – Sollentuna, 4 giugno 2012) è stato uno slittinista svedese.
È ricordato principalmente per la sua partecipazione alla competizione del singolo maschile di slittino ai Giochi olimpici invernali del 1968.

## Partecipazioni olimpiche
| Competizione | Pos. | Data            | Città    |
| ------------ | ---- | --------------- | -------- |
| Singolo      | 34ª  | 4 febbraio 1968 | Grenoble |